# شیرو ایتو
شیرو ایتو (انگلیسی: Shirō Itō؛ زادهٔ ۱۵ ژوئن ۱۹۳۷) بازیگر، کمدین، مجری تلویزیون اهل ژاپن است.
از فیلم‌ها یا برنامه‌های تلویزیونی که وی در آن نقش داشته‌است می‌توان به سال‌های دور از خانه اشاره کرد.